# La Série Montréal-Québec
Ne pas confondre avec Québec-Montréal, un long métrage de 2002 réalisé par Ricardo Trogi.
La Série Montréal-Québec est une téléréalité québécoise diffusée sur TVA entre le 24 janvier 2010 et le 13 février 2011. L'émission, animée par Yvan Ponton et Marie-Claude Savard et annoncée comme étant une « télérivalité », oppose deux équipes de hockey sur glace, l'une représentant Montréal et, l'autre, Québec.
En plus de miser sur la rivalité entre les deux villes pour faire de cette série un succès, les Productions J misent aussi sur la fierté nationale des Québécois en parlant du « pays du Québec » dans l'hymne de Québec. De plus, afin de contrer une tendance lourde d'intégration de chansons en anglais, qui règne notamment dans les séries télévisées francophones et dans les matchs des Canadiens de Montréal au Centre Bell, seules des chansons francophones sont entendues durant les matchs de la série.

## Concept
Le concept est développé par Stéphane Laporte, qui a notamment adapté Star Académie au Québec et conçu l'émission Infoman. La série rappelle la rivalité ayant existé entre les Canadiens de Montréal et les Nordiques de Québec dans la Ligue nationale de hockey jusqu'en 1995.
Le descripteur des matchs est Pierre Rinfret, accompagné de l'analyste Yvon Pedneault. L'arbitre principal est Ron Fournier.

### Adaptation en France
La productrice Julie Snyder négocie avec des producteurs français qui seraient intéressés à adapter le concept en Europe. L'adaptation française mettrait en avant-plan le soccer à la place du hockey.

## Saison 1

### Équipe de Montréal
- Reporter : Laurence Bareil
- Entraîneur-chef : Guy Carbonneau
- Entraîneurs adjoints : Patrice Brisebois et Serge Boisvert

| №  | Nom                                  | Sexe  | Taille          | Poids          | Position  | Lance  | Date de naissance | Lieu de résidence               |
| -- | ------------------------------------ | ----- | --------------- | -------------- | --------- | ------ | ----------------- | ------------------------------- |
| 4  | Guillaume Lafleur                    | Homme | 5′ 11″ (1,8 m)  | 180 lb (82 kg) | Défense   | Droite | 6 février 1987    | Montréal, Québec                |
| 8  | David Gasser                         | Homme | 6′ 0″ (1,83 m)  | 188 lb (85 kg) | Défense   | Gauche | 10 septembre 1986 | Saint-Sébastien, Québec         |
| 9  | Rémi Tremblay                        | Homme | 5′ 11″ (1,8 m)  | 185 lb (84 kg) | Avant     | Droite | 18 février 1985   | Saint-Lambert, Québec           |
| 11 | Daniel Boileau (C)                   | Homme | 6′ 0″ (1,83 m)  | 209 lb (95 kg) | Défense   | Gauche | 18 avril 1980     | Saint-Jérôme, Québec            |
| 12 | Francis Leblanc                      | Homme | 5′ 10″ (1,78 m) | 180 lb (82 kg) | Avant     | Gauche | 7 février 1979    | Sherbrooke, Québec              |
| 14 | Jonathan Paquet                      | Homme | 6′ 0″ (1,83 m)  | 197 lb (90 kg) | Avant     | Gauche | 12 mai 1988       | Montréal, Québec                |
| 19 | Guillaume Rochon                     | Homme | 5′ 11″ (1,8 m)  | 165 lb (75 kg) | Avant     | Gauche | 31 août 1989      | Saint-Jérôme, Québec            |
| 23 | Ron Smith                            | Homme | 5′ 9″ (1,75 m)  | 170 lb (77 kg) | Défense   | Gauche | 1er mars 1984     | Pincourt, Québec                |
| 27 | Olivier Guilbault (joueur de relève) | Homme | 6′ 0″ (1,83 m)  | 195 lb (89 kg) | Attaquant | Droite | 3 avril 1987      | Boucherville, Québec            |
| 33 | Joey Émond (joueur de relève)        | Homme | 6′ 4″ (1,93 m)  | 175 lb (80 kg) | Gardien   | Gauche | 5 décembre 1990   | Terrebonne, Québec              |
| 35 | Remy Leduc                           | Homme | 6′ 1″ (1,85 m)  | 176 lb (80 kg) | Gardien   | Gauche | 28 janvier 1986   | Sainte-Martine, Québec          |
| 39 | Yvan Morin                           | Homme | 6′ 0″ (1,83 m)  | 195 lb (89 kg) | Avant     | Droite | 25 octobre 1977   | Magog, Québec                   |
| 40 | Michel Gingras (A)                   | Homme | 6′ 0″ (1,83 m)  | 192 lb (87 kg) | Défense   | Gauche | 5 février 1969    | Laval, Québec                   |
| 49 | Franco Subrani                       | Homme | 5′ 8″ (1,73 m)  | 178 lb (81 kg) | Avant     | Droite | 20 août 1982      | Montréal, Québec                |
| 50 | François Bouchard                    | Homme | 5′ 6″ (1,68 m)  | 168 lb (76 kg) | Avant     | Gauche | 18 avril 1957     | Châteauguay, Québec             |
| 53 | Vania Goeury                         | Femme | 5′ 5″ (1,65 m)  | 136 lb (62 kg) | Gardienne | Gauche | 5 avril 1973      | Saint-Sauveur, Québec           |
| 91 | Daniel Pharand                       | Homme | 5′ 9″ (1,75 m)  | 180 lb (82 kg) | Avant     | Droite | 25 janvier 1984   | Sainte-Anne-des-Plaines, Québec |
| 96 | Sabrina Harbec (A)                   | Femme | 5′ 8″ (1,73 m)  | 150 lb (68 kg) | Avant     | Droite | 26 mars 1985      | Longueuil, Québec               |

- Olivier Guilbault (27) en relève de Yvan Morin (39) pour les matchs 7 et 8 dû à une blessure à l'épaule
- Joey Émond (33) en relève de Rémy Leduc (35) pour le match 8 dû à une blessure.

### Équipe de Québec
- Reporter : Pierre-Yves Lord
- Entraîneur-chef : Michel Bergeron et Bob Hartley en remplacement pour les matchs 4 et 5 (Michel Bergeron étant aux Jeux olympiques de Vancouver)
- Entraîneurs adjoints : Jean-Louis Létourneau et Alain Côté

| №  | Nom                                | Sexe  | Taille          | Poids          | Position  | Lance  | Date de naissance | Lieu de résidence                           |
| -- | ---------------------------------- | ----- | --------------- | -------------- | --------- | ------ | ----------------- | ------------------------------------------- |
| 4  | Marie-Renée Chouinard              | Femme | 5′ 7″ (1,7 m)   | 134 lb (61 kg) | Défense   | Gauche | 6 juin 1988       | Matane, Québec                              |
| 6  | Michaël Coderre                    | Homme | 6′ 2″ (1,88 m)  | 190 lb (86 kg) | Défense   | Gauche | 26 avril 1988     | L'Avenir, Québec                            |
| 14 | Bruno Richard                      | Homme | 5′ 7″ (1,7 m)   | 175 lb (80 kg) | Avant     | Droite | 1er juin 1982     | Moncton, Nouveau-Brunswick                  |
| 17 | Ken Arsenault                      | Homme | 6′ 0″ (1,83 m)  | 175 lb (80 kg) | Avant     | Droite | 14 novembre 1980  | Québec, Québec                              |
| 19 | Philippe (alias "Théo") Gauvin (A) | Homme | 5′ 6″ (1,68 m)  | 160 lb (73 kg) | Avant     | Gauche | 14 mars 1988      | Beauport, Québec                            |
| 21 | Jean-Simon Allard                  | Homme | 6′ 2″ (1,88 m)  | 185 lb (84 kg) | Avant     | Droite | 24 mai 1989       | Saint-Bruno, Québec                         |
| 26 | Benoît Fournier                    | Homme | 5′ 11″ (1,8 m)  | 185 lb (84 kg) | Avant     | Gauche | 11 mars 1984      | Gatineau, Québec                            |
| 27 | David Lessard (C)                  | Homme | 6′ 0″ (1,83 m)  | 218 lb (99 kg) | Défense   | Droite | 18 juin 1975      | Sainte-Marie-de-Beauce, Québec              |
| 34 | Karl Gélinas                       | Homme | 6′ 4″ (1,93 m)  | 212 lb (96 kg) | Défense   | Droite | 6 septembre 1983  | Québec, Québec                              |
| 35 | Julien Walsh                       | Homme | 6′ 0″ (1,83 m)  | 200 lb (91 kg) | Gardien   | Gauche | 12 février 1985   | Saint-Romuald, Québec                       |
| 40 | Ghyslain Madore                    | Homme | 6′ 1″ (1,85 m)  | 205 lb (93 kg) | Défense   | Gauche | 15 avril 1966     | Brossard, Québec                            |
| 44 | Pier-Luc Boucher                   | Homme | 6′ 0″ (1,83 m)  | 173 lb (79 kg) | Avant     | Gauche | 2 novembre 1987   | Rimouski, Québec                            |
| 50 | Roch Roy                           | Homme | 5′ 9″ (1,75 m)  | 180 lb (82 kg) | Avant     | Gauche | 18 janvier 1960   | Sainte-Anne-des-Plaines, Québec             |
| 51 | Ghislain Dubé (Joueur de relève)   | Homme | 5′ 4″ (1,63 m)  | 172 lb (78 kg) | Avant     | Droite | 17 juillet 1959   | Saint-Romuald, (originaire d'Amqui), Québec |
| 77 | Marc Tremblay (A)                  | Homme | 5′ 9″ (1,75 m)  | 190 lb (86 kg) | Défense   | Droite | 17 avril 1979     | Granby, Québec                              |
| 79 | Ève Grandmont-Bérubé               | Femme | 5′ 9″ (1,75 m)  | 140 lb (64 kg) | Gardienne | Gauche | 25 juillet 1989   | Saint-Étienne-de-Lauzon, Québec             |
| 87 | Tommy Groleau                      | Homme | 5′ 10″ (1,78 m) | 184 lb (84 kg) | Défense   | Gauche | 14 août 1978      | La Tuque, Québec                            |

- Ghislain Dubé (51) en relève de Rock Roy (50) pour les matchs 3, 4, 5, 6, 7 et 8 dû à une blessure au genou.

### Ballotages
Chaque semaine, les entraîneurs de chacune des équipes nomment trois joueurs au ballotage. Durant cette période, les partisans des équipes sont invités à aller voter pour leur joueur préféré afin de le repêcher. Une fois le vote terminé, les entraîneurs repêchent un deuxième joueur. Le joueur restant est retranché et ne pourra pas participer à la prochaine rencontre; il devra regarder la partie assis sur le banc des joueurs. Cependant, le joueur retranché n'est pas éliminé de l'aventure, puisque tous les joueurs restent du début jusqu'à la fin de la série.
|          | Semaine 1     | Semaine 1 | Semaine 2     | Semaine 2 | Semaine 3     | Semaine 3 | Semaine 4     | Semaine 4 | Semaine 5     | Semaine 5 | Semaine 6      | Semaine 6 | Semaine 7     | Semaine 7 | Semaine 8     | Semaine 8 |
| -------- | ------------- | --------- | ------------- | --------- | ------------- | --------- | ------------- | --------- | ------------- | --------- | -------------- | --------- | ------------- | --------- | ------------- | --------- |
| Montréal | Lafleur (4)   |           | Smith (23)    |           | Tremblay (9)  |           | Rochon (19)   |           | Lafleur (4)   |           | Smith (23)     |           | Lafleur (4)   |           | Gingras (40)  |           |
| Montréal | Bouchard (50) |           | Morin (39)    |           | Smith (23)    |           | Gingras (40)  |           | Bouchard (50) |           | Gingras (40)   |           | Bouchard (50) |           | Subrani (49)  |           |
| Montréal | Harbec (96)   |           | Bouchard (50) |           | Bouchard (50) |           | Bouchard (50) |           | Harbec (96)   |           | Subrani (49)   |           | Harbec (96)   |           | Harbec (96)   |           |
| Québec   | Chouinard (4) |           | Madore (40)   |           | Chouinard (4) |           | Gauvin (19)   |           | Chouinard (4) |           | Chouinard (4)  |           | Chouinard (4) |           | Chouinard (4) |           |
| Québec   | Gélinas (34)  |           | Boucher (44)  |           | Madore (40)   |           | Madore (40)   |           | Madore (40)   |           | Arsenault (17) |           | Gauvin (19)   |           | Gauvin (19)   |           |
| Québec   | Roy (50)      |           | Roy (50)      |           | Dubé (51)     |           | Dubé (51)     |           | Dubé (51)     |           | Madore (40)    |           | Dubé (51)     |           | Madore (40)   |           |

Légende :
- Joueur de Montréal retranché
- Joueur de Québec retranché

### Sommaires des matchs

#### 31 janvier 2010
| 31 janvier 2010 | Montréal | 4-2 (0-1, 1-1, 3-1) | Québec | Colisée Pepsi 15 051 spectateurs |

| Feuille de match | Feuille de match                                             | Feuille de match        | Feuille de match             | Feuille de match         |
| ---------------- | ------------------------------------------------------------ | ----------------------- | ---------------------------- | ------------------------ |
|                  | Subrani - 11:41 Rochon - 4:50 Harbec - --:-- Subrani - 14:23 | 0-1 1-1 2-1 3-1 3-2 4-2 | 1:27 - Richard 8:42 - Gauvin | Arbitrage : Ron Fournier |
| Rémy Leduc       | Gardiens                                                     | Julien Walsh            |                              | Arbitrage : Ron Fournier |
|                  |                                                              |                         |                              | Arbitrage : Ron Fournier |
| 32               | Tirs                                                         | 18                      |                              | Arbitrage : Ron Fournier |

- Joueurs étoiles du match :
  - Montréal : Sabrina Harbec (96)
  - Québec : Julien Walsh (35)

#### 7 février 2010
| 7 février 2010 | Québec | 1-2 (1-1, 0-0, 0-1) | Montréal | Auditorium de Verdun |

| Feuille de match | Feuille de match             | Feuille de match | Feuille de match                                                   | Feuille de match                          |
| ---------------- | ---------------------------- | ---------------- | ------------------------------------------------------------------ | ----------------------------------------- |
|                  | Arsenault (Fournier) - 13:53 | 0-1 1-1 1-2      | 11:13 - Leblanc (Gasser, Boileau) 6:45 - Leblanc (Gingras, Gasser) | Arbitrage : Ron Fournier Richard Trottier |
| Julien Walsh     | Gardiens                     | Rémy Leduc       |                                                                    | Arbitrage : Ron Fournier Richard Trottier |
|                  |                              |                  |                                                                    | Arbitrage : Ron Fournier Richard Trottier |
| 16               | Tirs                         | 30               |                                                                    | Arbitrage : Ron Fournier Richard Trottier |

- Joueurs étoiles du match :
  - Montréal : Francis Leblanc (12)
  - Québec : Ken Arsenault (17)

#### 14 février 2010
| 14 février 2010 | Montréal | 2-6 (0-1, 1-3, 1-2) | Québec | Pavillon de la Jeunesse |

| Feuille de match | Feuille de match                               | Feuille de match                | Feuille de match | Feuille de match                          |
| ---------------- | ---------------------------------------------- | ------------------------------- | --- | ----------------------------------------- |
|                  | Subrani (Pharand, Paquet) - 4:53 Gasser - 1:19 | 0-1 0-2 1-2 1-3 1-4 2-4 2-5 2-6 | 8:39 - Richard (Groleau) 4:04 - Richard (Lessard) 10:20 - Boucher (Allard, Arsenault) 10:59 - Coderre (Allard, Arsenault) 1:36 - Boucher (Arsenault, Allard) 7:50 - Allard | Arbitrage : Ron Fournier Richard Trottier |
| Vania Goeury     | Gardiens                                       | Julien Walsh                    | | Arbitrage : Ron Fournier Richard Trottier |
|                  |                                                |                                 | | Arbitrage : Ron Fournier Richard Trottier |
| 40               | Tirs                                           | 29                              | | Arbitrage : Ron Fournier Richard Trottier |

- Joueurs étoiles du match :
  - Montréal : Vania Goeury (53)
  - Québec : Bruno Richard (14)

#### 20 février 2010
| 20 février 2010 | Québec | 8-2 (3-0, 2-2, 3-0) | Montréal | Auditorium de Verdun |

| Feuille de match | Feuille de match | Feuille de match | Feuille de match                                                    | Feuille de match                          |
| ---------------- | --- | --- | ------------------------------------------------------------------- | ----------------------------------------- |
|                  | Allard - 10:58 Lessard (Fournier)- 11:56 Fournier (Lessard, Allard) - 12:04 Richard - 2:52 Fournier (Richard, Chouinard) - 5:10 Allard (Arsenault, Coderre) - 8:07 Arsenault (Groleau, Lessard) - 12:14 Coderre (Richard) - 12:41 | 1-0 2-0 3-0 4-0 5-0 5-1 5-2 6-2 7-2 8-2                                                                                 | 7:16 - Tremblay (Pharand, Subrani) 10:16 - Paquet (Tremblay, Smith) | Arbitrage : Ron Fournier Richard Trottier |
| Julien Walsh     | Gardiens | Rémy Leduc remplacé par Vania Goeury en 2e période                                                                      |                                                                     | Arbitrage : Ron Fournier Richard Trottier |
|                  | Pénalités | Jonathan Paquet - 3e période - exclusion du match pour avoir donné une mise en échec à la tête de Ghislain Dubé : 5 min |                                                                     | Arbitrage : Ron Fournier Richard Trottier |
| 24               | Tirs | 28 |                                                                     | Arbitrage : Ron Fournier Richard Trottier |

- Joueurs étoiles du match :
  - Montréal : Vania Goeury (53)
  - Québec : Julien Walsh (35) et Jean-Simon Allard (21) (ex æquo)
- Bob Hartley remplaçait Michel Bergeron

#### 28 février 2010
| 28 février 2010 | Montréal | 7-6 (3-2, 3-1, 1-3) | Québec | Colisée Pepsi |

| Feuille de match | Feuille de match | Feuille de match                                                | Feuille de match | Feuille de match                          |
| ---------------- | --- | --------------------------------------------------------------- | --- | ----------------------------------------- |
|                  | Harbec (Rochon, Pharand) - 1:30 Paquet (Boileau, Lafleur) - 10:13 Leblanc - 13:55 Morin (Leblanc, Gasser) - 1:03 Tremblay (Boileau) - 2:39 Harbec (Lafleur, Gingras) - 5:36 Paquet (Morin, Leblanc) - 12:42 | 1-0 1-1 1-2 2-2 3-2 4-2 5-2 6-2 6-3 6-4 6-5 6-6 7-6             | 3:20 - Lessard (Groleau, Fournier) 8:44 - Fournier (Tremblay, Arsenault) 10:36 - Boucher (Allard, Tremblay) 5:59 - Arsenault (Richard, Fournier) 6:26 - Allard (Fournier) 7:10 - Groleau (Fournier) | Arbitrage : Ron Fournier Richard Trottier |
| Rémy Leduc       | Gardiens | Ève Grandmont-Bérubé (remplacée par Julien Walsh en 2e période) | | Arbitrage : Ron Fournier Richard Trottier |
|                  | Pénalités | David Lessard inconduite 10 min                                 | | Arbitrage : Ron Fournier Richard Trottier |
| 42               | Tirs | 29                                                              | | Arbitrage : Ron Fournier Richard Trottier |

- Joueurs du match
  - Montréal: Sabrina Harbec (96)
  - Québec : Ève Grandmont-Bérubé (79)
- Bob Hartley remplaçait Michel Bergeron
- David Lessard a été dans la semaine suivant le match au comité de discipline dû à 2 coup de poings portés à Ron Smith. Il ne sera pas suspendu.

#### 7 mars 2010
| 7 mars 2010 | Québec | 7-3 (1-1, 3-2, 3-0) | Montréal | Auditorium de Verdun |

| Feuille de match | Feuille de match | Feuille de match                                                                 | Feuille de match                                                                           | Feuille de match                          |
| ---------------- | --- | -------------------------------------------------------------------------------- | ------------------------------------------------------------------------------------------ | ----------------------------------------- |
|                  | Groleau (Allard, Fournier) - 9:12 Arsenault (Coderre, Lessard) - 3:11 Lessard (Boucher, Gélinas) - 10:57 Fournier (Groleau, Lessard) - 12:03 Gélinas (Allard, Arsenault) - 2:30 Arsenault (Allard, Coderre) - 7:51 Fournier (Boucher, Lessard) - 9:23 | 0-1 1-1 2-1 2-2 3-2 4-2 4-3 5-3 6-3 7-3                                          | 4:49 - Paquet (Pharand, Subrani) 9:41 - Paquet (Lafleur, Pharand) 12:25 - Paquet (Pharand) | Arbitrage : Ron Fournier Richard Trottier |
| Julien Walsh     | Gardiens | Rémy Leduc                                                                       |                                                                                            | Arbitrage : Ron Fournier Richard Trottier |
|                  | Pénalités | Rémi Tremblay coup de bâton porté à la tête de Ken Arsenault, inconduite + 5 min |                                                                                            | Arbitrage : Ron Fournier Richard Trottier |
| 30               | Tirs | 29                                                                               |                                                                                            | Arbitrage : Ron Fournier Richard Trottier |

- Joueurs du match
  - Québec: David Lessard (27)
  - Montréal: Jonathan Paquet (14)

#### 14 mars 2010
| 14 mars 2010 | Montréal | 3-4 (TB) (1-1, 2-0, 0-2, 2-3) | Québec | Pavillon de la Jeunesse |

| Feuille de match                                                                      | Feuille de match                                                                                          | Feuille de match                  | Feuille de match                                                                                                 | Feuille de match                          |
| ------------------------------------------------------------------------------------- | --- | --------------------------------- | --- | ----------------------------------------- |
|                                                                                       | Paquet (Guilbault) - 13:03 Paquet (Guilbault, Pharand) - 8:40 Paquet (Pharand) - 12:22 Guilbault, Pharand | 0-1 1-1 2-1 3-1 3-2 3-3 Fusillade | 11:07 - Lessard (Gauvin, Richard) 8:06 - Arsenault (Allard) 9:47 - Richard (Gélinas) Arsenault, Lessard, Boucher | Arbitrage : Ron Fournier Richard Trottier |
| Rémy Leduc remplacé après 11:07 de la 1ere période par Vania Goeury (cause: blessure) | Gardiens                                                                                                  | Julien Walsh                      | | Arbitrage : Ron Fournier Richard Trottier |
|                                                                                       | |                                   | | Arbitrage : Ron Fournier Richard Trottier |
| 23                                                                                    | Tirs | 16                                | | Arbitrage : Ron Fournier Richard Trottier |

- Joueurs du match
  - Montréal : Jonathan Paquet (14)
  - Québec : Julien Walsh (35)

#### 21 mars 2010
| 21 mars 2010 | Québec | 7-4 (3-1, 2-1, 2-2) | Montréal | Auditorium de Verdun |

| Feuille de match | Feuille de match | Feuille de match                            | Feuille de match | Feuille de match                          |
| ---------------- | --- | ------------------------------------------- | --- | ----------------------------------------- |
|                  | Arsenault (Coderre, Fournier) - 0:34 Dubé (Boucher) - 1:50 Arsenault (Allard, Fournier) - 2:24 Arsenault (Allard, Fournier) - 1:06 Arsenault (Fournier, Groleau) - 12:45 Boucher (Coderre, Richard) - 5:49 Arsenault - 12:30 | 1-0 2-0 3-0 3-1 4-1 4-2 5-2 5-3 6-3 6-4 7-4 | 12:19 - Guilbault (Paquet, Pharand) 7:03 - Pharand (Paquet, Tremblay) 3:56 - Rochon (Boileau) 6:53 - Leblanc (Paquet, Tremblay) | Arbitrage : Ron Fournier Richard Trottier |
| Julien Walsh     | Gardiens | Joey Émond                                  | | Arbitrage : Ron Fournier Richard Trottier |
|                  | |                                             | | Arbitrage : Ron Fournier Richard Trottier |
| 33               | Tirs | 43                                          | | Arbitrage : Ron Fournier Richard Trottier |

- Joueurs du match
  - Montréal: Daniel Pharand (91)
  - Québec: Ken Arsenault (17)
- Québec remporte la série 5-3

### Résultats et gagnants
Équipe gagnante se méritant la somme de 10 000 $ : Québec
Équipe perdante se méritant la somme de 5 000 $ : Montréal
Joueurs ayant montrés la meilleure esprit d'équipe se méritant chacun un voyage dans le Sud : François Bouchard (Montréal (50)) et Marc Tremblay (Québec (77))
Joueur de la série ayant le plus grand nombre de points se méritant la somme de 5 000 $ : ex æquo entre 2 joueurs de Québec, Ken Arsenault (17) et Benoit Fournier (26) avec 18 points
Joueur étant candidat pour le joueur de la série, mais ne remportant pas, se méritant 5 000 $ : Jonathan Paquet (14)
Joueur de la série se méritant la somme de 50 000 $ : Julien Walsh (35)
| Équipe   | Parties jouées | Victoires | Défaites | Points | Buts pour | Buts contre | Victoires à domicile | Victoires à l'étranger |
| -------- | -------------- | --------- | -------- | ------ | --------- | ----------- | -------------------- | ---------------------- |
| Québec   | 8              | 5         | 3        | 10     | 41        | 27          | 2                    | 3                      |
| Montréal | 8              | 3         | 5        | 6      | 27        | 41          | 1                    | 2                      |

## Saison 2
Pour la saison 2, il y aura 4 matchs comparativement à 8 pour la saison 1. De plus, les entraîneurs ont choisi 16 recrues pour chaque équipe. Les 16 joueurs recrues d'une équipe devront affronter les 16 joueurs de la saison 1 pour tenter d'avoir une place pour la saison 2.
Lors du deuxième match, les deux gardiennes de but seront en poste. Un différentiel de 4 buts est requis pour pouvoir les remplacer.

### Équipe de Montréal
- Entraîneur-chef : Patrice Brisebois
- Entraîneurs adjoints : Enrico Ciccone et Stéphane Richer

| №  | Nom                               | Sexe  | Taille          | Poids           | Position  | Lance  | Date de naissance | Lieu de résidence               | Dernier club                                       |
| -- | --------------------------------- | ----- | --------------- | --------------- | --------- | ------ | ----------------- | ------------------------------- | -------------------------------------------------- |
| 5  | Mathieu Picard                    | Homme | 5′ 11″ (1,8 m)  | 185 lb (84 kg)  | Avant     | Gauche | 14 octobre 1985   | Saint-Isidore, Ontario          | 2009-2010 / Buckeyes d'Ohio State (NCAA)           |
| 6  | André Joanisse                    | Homme | 6′ 3″ (1,91 m)  | 225 lb (102 kg) | Défense   | Gauche | 15 mai 1985       | Gatineau, Québec                | 2009-2010 / U. du Québec à Trois-Rivières (SIC)    |
| 7  | David Massé                       | Homme | 6′ 1″ (1,85 m)  | 205 lb (93 kg)  | Avant     | Gauche | 2 octobre 1982    | Montréal, Québec                | 2010-2011 / Isothermic de Thetford Mines (LNAH)    |
| 9  | Rémi Tremblay (Joueur de relève)  | Homme | 5′ 8″ (1,73 m)  | 185 lb (84 kg)  | Avant     | Droite | 18 février 1985   | Saint-Lambert, Québec           |                                                    |
| 10 | Jonathan Saint-Louis (A)          | Homme | 6′ 2″ (1,88 m)  | 220 lb (100 kg) | Avant     | Gauche | 12 octobre 1980   | Terrebonne, Québec              | 2010-2011 / GCI de Sorel-Tracy (LNAH)              |
| 11 | Matthew Medley (Joueur de relève) | Homme | 5′ 10″ (1,78 m) | 195 lb (89 kg)  | Défense   | Gauche | 31 janvier 1983   | Montréal, Québec                | 2010-2011 / Isothermic de Thetford Mines (LNAH)    |
| 13 | Éric Beaudin                      | Homme | 5′ 7″ (1,7 m)   | 198 lb (90 kg)  | Avant     | Gauche | 5 janvier 1984    | Saint-Roch-de-l'Achigan, Québec | 2009-2010 / Lois Jeans de Pont-Rouge (LNAH)        |
| 14 | Jonathan Paquet (A)               | Homme | 6′ 0″ (1,83 m)  | 200 lb (91 kg)  | Avant     | Gauche | 12 mai 1988       | Mascouche, Québec               | 2007-2008 / Foreurs de Val-d'Or (LHJMQ)            |
| 15 | Érick Lajoie                      | Homme | 5′ 11″ (1,8 m)  | 187 lb (85 kg)  | Défense   | Gauche | 9 mai 1984        | Laval, Québec                   | 2010-2011 / Cool FM 103,5 de Saint-Georges (LNAH)  |
| 17 | Alexandre Parent                  | Homme | 6′ 0″ (1,83 m)  | 180 lb (82 kg)  | Avant     | Droite | 4 octobre 1984    | Boisbriand, Québec              | 2010-2011 / Caron et Guay de Trois-Rivières (LNAH) |
| 24 | Maxime Ouimet                     | Homme | 6′ 0″ (1,83 m)  | 198 lb (90 kg)  | Défense   | Gauche | 6 février 1988    | Piedmont, Québec                | 2010-2011 / Caron et Guay de Trois-Rivières (LNAH) |
| 27 | Olivier Guilbault                 | Homme | 6′ 0″ (1,83 m)  | 200 lb (91 kg)  | Attaquant | Droite | 3 avril 1987      | Boucherville, Québec            | 2007-2008 / Fog Devils de St. John's (LHJMQ)       |
| 28 | Luc Bilodeau                      | Homme | 5′ 10″ (1,78 m) | 180 lb (82 kg)  | Défense   | Droite | 9 mai 1975        | Mascouche, Québec               | 2007-2008 / 98,3 FM de Saguenay (LCH-AAA)          |
| 40 | Michel Gingras (C)                | Homme | 6′ 0″ (1,83 m)  | 190 lb (86 kg)  | Défense   | Gauche | 5 février 1969    | Laval, Québec                   | 2002-2003 / Prédateurs de Granby (LHSPQ)           |
| 52 | Michel Croteau                    | Homme | 5′ 11″ (1,8 m)  | 215 lb (98 kg)  | Défense   | Gauche | 12 mars 1960      | Montréal, Québec                |                                                    |
| 53 | Vania Goeury                      | Femme | 5′ 6″ (1,68 m)  | 138 lb (63 kg)  | Gardienne | Gauche | 5 avril 1973      | Saint-Colomban, Québec          |                                                    |
| 75 | Dave Stathos                      | Homme | 5′ 10″ (1,78 m) | 175 lb (80 kg)  | Gardien   | Gauche | 20 janvier 1978   | Longueil, Québec                | 2008-2009 / Isothermic de Thetford Mines (LNAH)    |
| 93 | Véronique Ouimet                  | Femme | 5′ 9″ (1,75 m)  | 140 lb (64 kg)  | Avant     | Droite | 9 février 1989    | Laval, Québec                   |                                                    |

- Rémi Tremblay (9) en relève de Jonathan St-Louis (10) pour le match 4 dû à une blessure au poignet.
- Matthew Medley (11) en relève de Maxime Ouimet (24) pour le match 4 dû à une blessure au genou.

### Équipe de Québec
- Entraîneur-chef : Bob Hartley
- Entraîneurs adjoints : Jacques Cloutier et Gilbert Delorme

| №  | Nom                       | Sexe  | Taille          | Poids           | Position  | Lance  | Date de naissance | Lieu de résidence              | Dernier club                                     |
| -- | ------------------------- | ----- | --------------- | --------------- | --------- | ------ | ----------------- | ------------------------------ | ------------------------------------------------ |
| 1  | Jenny Lavigne             | Femme | 5′ 8″ (1,73 m)  | 140 lb (64 kg)  | Gardienne | Gauche | 19 février 1985   | Ste-Martine, Québec            | 2010-2011 / Stars de Montréal (LCHF)             |
| 6  | Michaël Coderre           | Homme | 6′ 2″ (1,88 m)  | 195 lb (89 kg)  | Défense   | Gauche | 26 avril 1988     | Québec, Québec                 | 2006-2007 / Mustangs de Vaudreuil (LHJAAAQ)      |
| 9  | Charles-Olivier Levasseur | Homme | 5′ 10″ (1,78 m) | 180 lb (82 kg)  | Avant     | Droite | 13 janvier 1989   | Québec, Québec                 | 2007-2008 / AssurExperts de Québec (LHJAAAQ)     |
| 10 | Yannick Lachance          | Homme | 5′ 8″ (1,73 m)  | 200 lb (91 kg)  | Avant     | Gauche | 22 août 1980      | Québec, Québec                 | 2005-2006 / Xtrême de Shawinigan (LCHSAAAQ)      |
| 12 | Adam Bourque-Leblanc      | Homme | 6′ 3″ (1,91 m)  | 210 lb (95 kg)  | Défense   | Gauche | 8 avril 1989      | Sorel-Tracy, Québec            | 2010-2011 / GCI de Sorel-Tracy (LNAH)            |
| 15 | Mathieu Leclerc           | Homme | 6′ 4″ (1,93 m)  | 205 lb (93 kg)  | Avant     | Droite | 30 septembre 1982 | Saint-Nicolas, Québec          | 2008-2009 / Lois Jeans de Pont-Rouge (LNAH)      |
| 16 | David Jacob-Tancrède      | Homme | 5′ 5″ (1,65 m)  | 170 lb (77 kg)  | Avant     | Gauche | 16 juin 1982      | Trois-Rivières, Québec         | 2005-2006 / Xtrême de Shawinigan (LCHSAAAQ)      |
| 19 | Mathieu Raby              | Homme | 6′ 4″ (1,93 m)  | 240 lb (109 kg) | Défense   | Droite | 19 janvier 1975   | Thurso, Québec                 | 2007-2008 / Summum-Chiefs de St-Jean (LNAH)      |
| 24 | Mike Ouellet              | Homme | 5′ 11″ (1,8 m)  | 187 lb (85 kg)  | Avant     | Gauche | 5 juin 1981       | Trois-Rivières, Québec         | 2010-2011 / Cool FM 103,5 de St-Georges (LNAH)   |
| 26 | Benoît Fournier           | Homme | 5′ 11″ (1,8 m)  | 185 lb (84 kg)  | Avant     | Gauche | 11 mars 1984      | Gatineau, Québec               | 2004-2005 / Storm de Grande Prairie (LHJA)       |
| 27 | David Lessard (C)         | Homme | 6′ 0″ (1,83 m)  | 217 lb (99 kg)  | Avant     | Droite | 18 juin 1975      | Sainte-Marie-de-Beauce, Québec | 2008-2009 / Poutrelles Delta de Ste-Marie (LNAH) |
| 35 | Julien Walsh              | Homme | 6′ 0″ (1,83 m)  | 200 lb (91 kg)  | Gardien   | Gauche | 12 février 1985   | Lévis, Québec                  | 2006-2007 / Radio X de Québec (LNAH)             |
| 41 | Christian Larivière (A)   | Homme | 6′ 0″ (1,83 m)  | 185 lb (84 kg)  | Défense   | Droite | 5 avril 1970      | Montréal, Québec               | 2007-2008 / Mission de Sorel-Tracy (LNAH)        |
| 51 | Ghislain Dubé             | Homme | 5′ 4″ (1,63 m)  | 172 lb (78 kg)  | Avant     | Droite | 17 juillet 1959   | Lévis, Québec                  |                                                  |
| 86 | Dominique Thibault        | Femme | 5′ 11″ (1,8 m)  | 180 lb (82 kg)  | Avant     | Gauche | 26 août 1988      | L'Orignal, Ontario             |                                                  |
| 97 | Brian Lachance (A)        | Homme | 6′ 2″ (1,88 m)  | 190 lb (86 kg)  | Défense   | Gauche | 31 décembre 1979  | Québec, Québec                 | 2009-2010 / CRS Express de St-Georges (LNAH)     |

### Ballotages
Pour la saison 2, il n'y aura pas de ballotage. Par contre, les entraîneurs peuvent retourner un joueur chez lui et rappeler un joueur recrue ou vétéran n'ayant pas été sélectionné pour faire l'équipe.

### Sommaires des matchs

#### 23 janvier 2011
| 23 janvier 2011 | Montréal | 2-1 (0-0, 0-1, 2-0) | Québec | Colisée Pepsi |

| Feuille de match | Feuille de match                                                    | Feuille de match | Feuille de match                    | Feuille de match                          |
| ---------------- | ------------------------------------------------------------------- | ---------------- | ----------------------------------- | ----------------------------------------- |
|                  | 0:33 - Ouimet (Parent, Paquet) 9:14 - St-Louis (Joanisse, Bilodeau) | 0-1 1-1 2-1      | 12:56 - Leclerc (Fournier, Lessard) | Arbitrage : Ron Fournier Richard Trottier |
| Dave Stathos     | Gardiens                                                            | Julien Walsh     |                                     | Arbitrage : Ron Fournier Richard Trottier |
|                  |                                                                     |                  |                                     | Arbitrage : Ron Fournier Richard Trottier |
| 15               | Tirs                                                                | 17               |                                     | Arbitrage : Ron Fournier Richard Trottier |

- Joueurs étoiles du match :
  - Montréal : Dave Stathos (75)
  - Québec : Julien Walsh (35)

#### 30 janvier 2011
| 30 janvier 2011 | Montréal | 1-5 (0-4, 1-0, 0-1) | Québec | Colisée Pepsi |

| Feuille de match                                                                        | Feuille de match               | Feuille de match                                                                    | Feuille de match | Feuille de match                          |
| --------------------------------------------------------------------------------------- | ------------------------------ | ----------------------------------------------------------------------------------- | --- | ----------------------------------------- |
|                                                                                         | 8:12 - Parent (Paquet, Ouimet) | 0-1 0-2 0-3 0-4 1-4 1-5                                                             | 6:06 - Jacob-Tancrède (Coderre, Fournier) 7:56 - Jacob-Tancrède (Lessard, Leclerc) 11:51 - Levasseur (Jacob-Tancrède, Larivière) 12:45 - Ouellet (Jacob-Tancrède, Bourque) 1:19 - Levasseur (Lachance, Jacob-Tancrède) | Arbitrage : Ron Fournier Richard Trottier |
| Vania Goeury remplacée par Dave Stathos après la 1re période dû à une blessure au genou | Gardiens                       | Jenny Lavigne remplacée par Julien Walsh en 2e période dû à une commotion cérébrale | | Arbitrage : Ron Fournier Richard Trottier |
|                                                                                         |                                |                                                                                     | | Arbitrage : Ron Fournier Richard Trottier |
| 18                                                                                      | Tirs                           | 15                                                                                  | | Arbitrage : Ron Fournier Richard Trottier |

- Joueurs étoiles du match :
  - Montréal : Alexandre Parent (17)
  - Québec : David Jacob-Tancrède (16)

#### 6 février 2011
| 6 février 2011 | Québec | 5-3 (0-0, 4-1, 1-2) | Montréal | Auditorium de Verdun |

| Feuille de match                                                            | Feuille de match | Feuille de match                | Feuille de match                                                                               | Feuille de match                          |
| --------------------------------------------------------------------------- | --- | ------------------------------- | ---------------------------------------------------------------------------------------------- | ----------------------------------------- |
|                                                                             | 1:01 - Levasseur (B.Lachance, Ouellet) 2:04 - Lachance (Levasseur, Leclerc) 3:34 - Thibault (Fournier, Leclerc) 3:47 - Fournier (Jacob-Tancrède, B.Lachance) 13:43 - Fournier (Coderre, Jacob-Tancrède) (Filet désert) | 1-0 2-0 3-0 4-0 4-1 4-2 4-3 5-3 | 4:47 - Massé (Guilbault, Beaudin) 7:39 - Guilbault (Paquet, Gingras) 10:03 - Picard (Bilodeau) | Arbitrage : Ron Fournier Richard Trottier |
| Julien Walsh                                                                | Gardiens | Dave Stathos                    |                                                                                                | Arbitrage : Ron Fournier Richard Trottier |
| David Lessard mise en échec par derrière et inconduite de match, 5 + 10 min | Pénalités |                                 |                                                                                                | Arbitrage : Ron Fournier Richard Trottier |
| 15                                                                          | Tirs | 22                              |                                                                                                | Arbitrage : Ron Fournier Richard Trottier |

- Joueurs étoiles du match :
  - Montréal : Dave Stathos (75)
  - Québec : Julien Walsh (35)

#### 13 février 2011
| 13 février 2011 | Québec | 2-1 (0-0, 1-0, 1-1) | Montréal | Auditorium de Verdun |

| Feuille de match | Feuille de match                                                                         | Feuille de match | Feuille de match                 | Feuille de match                          |
| ---------------- | ---------------------------------------------------------------------------------------- | ---------------- | -------------------------------- | ----------------------------------------- |
|                  | 8:06 - Jacob-Tancrède (Larivière, Ouellet) 7:38 - Jacob-Tancrède (Larivière, B.Lachance) | 1-0 2-0 2-1      | 9:35 - Parent (Massé, Guilbault) | Arbitrage : Ron Fournier Richard Trottier |
| Julien Walsh     | Gardiens                                                                                 | Dave Stathos     |                                  | Arbitrage : Ron Fournier Richard Trottier |
|                  |                                                                                          |                  |                                  | Arbitrage : Ron Fournier Richard Trottier |
| 17               | Tirs                                                                                     | 25               |                                  | Arbitrage : Ron Fournier Richard Trottier |

- Joueurs étoiles du match :
  - Montréal : Dave Stathos (75)
  - Québec : Julien Walsh (35)

### Résultats et gagnants
Équipe gagnante se méritant la somme de 10 000 $ : Québec
Équipe perdante se méritant la somme de 5 000 $ : Montréal
Joueurs ayant montrés le meilleur esprit d'équipe se méritant chacun un voyage dans le Sud (2 500 $) : Montréal: Véronique Ouimet (93), Québec: Adam Bourque (12)
Joueur ayant montré le meilleur esprit sportif : Érick Lajoie (15)
Joueur de la série ayant le plus grand nombre de points se méritant la somme de 5 000 $ : David Jacob-Tancrède (16)
Joueur étant candidat pour le joueur de la série, mais ne remportant pas, se méritant 5 000 $ : Dave Stathos (75)
Joueur de la série se méritant la somme de 50 000 $ : Julien Walsh (35)
| Équipe   | Parties jouées | Victoires | Défaites | Points | Buts pour | Buts contre | Victoires à domicile | Victoires à l'étranger |
| -------- | -------------- | --------- | -------- | ------ | --------- | ----------- | -------------------- | ---------------------- |
| Québec   | 4              | 3         | 1        | 6      | 13        | 7           | 1                    | 2                      |
| Montréal | 4              | 1         | 3        | 2      | 7         | 13          | 0                    | 1                      |